# Colonia las Arboledas, Morelos
Colonia las Arboledas är en ort i Mexiko.   Den ligger i kommunen Ayala och delstaten Morelos, i den sydöstra delen av landet, 70 km söder om huvudstaden Mexico City. Colonia las Arboledas ligger 1 308 meter över havet och antalet invånare är 1 409.
Terrängen runt Colonia las Arboledas är platt åt nordväst, men åt sydost är den kuperad. Runt Colonia las Arboledas är det ganska tätbefolkat, med 222 invånare per kvadratkilometer. Närmaste större samhälle är Cuautla Morelos, 2,8 km norr om Colonia las Arboledas. Omgivningarna runt Colonia las Arboledas är en mosaik av jordbruksmark och naturlig växtlighet.